# سرغاتش
سرغاتش (بالروسية: Сергач) هي إحدى مدن روسيا في الكيان الفدرالي الروسي نيزني نوفغورود أوبلاست.